# Stazione di Vienna Floridsdorf
La stazione di Vienna Floridsdorf (in tedesco: Banhof Wien Floridsdorf) è una stazione ferroviaria di Vienna, Austria. La stazione costituisce inoltre un nodo di interscambio con la sottostante fermata Floridsdorf della linea U6 della metropolitana di Vienna.

## Movimento

### S-Bahn
La stazione è servita dalle linee S1, S2, S3, S4 e S7 del trasporto ferroviario suburbano: